# Наджаф Кули-хан Дунбули
Наджаф Кули-хан Дунбули (азерб. Nəcəfqulu xan Dünbili), (?—1784) — хан Тебризский (1763—1784).

## Биография
Наджаф Кули-хан родился около 1732 года в курдской семье. Отец его Шахбаз-бек происходил из рода Гаджибейлу курдского племени Дунбули.
Абдур-Раззак-бек переходит к изложению жизни и деятельности своего отца Наджаф Кули-хана, одного из крупных полководцев Надир-шаха; Наджаф Кули-хан участвовал во всех походах Надира, а позднее был назначен бекларбеки Тебриза.
Наджаф Кули-хан встал во главе Тебризского ханства в 1763 году после смерти Фатх-Али-хан Афшара. В 1763 году, после длительной борьбы Керим-хан Зенд, одержав победу над урмийским Фатх Али-ханом Афшаром на юге Азербайджана, подчинил себе Тебриз, Марагу и ряд азербайджанских областей. По приказу Керим-хана Наджаф Кули-хан был назначен правителем Тебриза.
Между Ахмед-ханом — правителем Мераги и правителем Тебриза Наджаф Кули-ханом возникли столкновения. Ахмед-хан обратился к Бапир-ага Мангура с просьбой оказать ему помощь. Если при нападении на Тебриз и его разграблении он обретёт трофеи, то разделит с ним. Бапир-ага собрал около 1000 всадников и отправился в Мерагу. Когда достигли дер. Хамзеабад в окрестностях Мехабада, лошадь Бапир-аги споткнулась. Ибрагим-султан — брат Бапир-аги счел это за дурное предзнаменование и посчитал, что лучше отказаться от похода. Но Бапир-ага не согласился с доводами брата, и они продолжили путь. Когда они прибыли в Мерагу, их встретили с большими почестями. Сопровождающих Бапир-аги расселили по двое среди жителей города. На ночь Бапир-ага с несколькими людьми остановились у Ахмед-хана, а через два часа от Ахмед-хана поступило распоряжение для жителей города: каждый должен убить своих гостей. Только одному человеку удалось спастись.
Осенью 1778 года Назар Али-хан Шахсевен, собрав войско из шахсевенцев, в очередной раз пошёл в набег на Тебриз. Наджаф Кули-хан бежал в Хой.
В 1783 году Ибрагим Халил-хан Сарыджалу-Джеваншир захватил Тебриз. Тебризский правитель Наджаф Кули-хан бежал в Хой, оттуда в Урмии где и собрал отряд.
Во внутренней политике Наджаф Кули-хан старался избегать жестокостей, был мягким, щедрым и милосердным человеком.
Наджаф Кули-хан Дунбули скончался 17 октября 1784 года в г. Тебризе. После его смерти на Тебризский престол взошли его сын Худадад хан.